# Elisabeth Michelerová-Jonesová
Elisabeth Michelerová-Jonesová (* 30. dubna 1966 Augsburg, Německo), rodným jménem Michelerová, je bývalá německá a západoněmecká vodní slalomářka, kajakářka závodící v kategorii K1.
Na mistrovstvích světa získala dvě zlaté (K1 – 1991; K1 družstva – 1987) a dvě bronzové medaile (K1 – 1987; K1 družstva – 1995). Z evropských šampionátů si přivezla v roce 1996 stříbro ze závodu hlídek. Na Letních olympijských hrách 1992 v Barceloně vyhrála závod K1, v Atlantě 1996 skončila na desátém místě.
Její manžel Melvyn Jones je také bývalý vodní slalomář a olympionik.